# Lanesboro (Pennsilvània)
Lanesboro és una població dels Estats Units a l'estat de Pennsilvània. Segons el cens del 2000 tenia 588 habitants.

## Demografia
Segons el cens del 2000, Lanesboro tenia 588 habitants, 248 habitatges, i 149 famílies. La densitat de població era de 89 habitants/km².
Dels 248 habitatges en un 29,8% hi vivien nens de menys de 18 anys, en un 45,2% hi vivien parelles casades, en un 8,9% dones solteres, i en un 39,9% no eren unitats familiars. En el 33,9% dels habitatges hi vivien persones soles el 25% de les quals corresponia a persones de 65 anys o més que vivien soles. El nombre mitjà de persones vivint en cada habitatge era de 2,37 i el nombre mitjà de persones que vivien en cada família era de 3,04.
Per edats la població es repartia de la següent manera: un 25,7% tenia menys de 18 anys, un 5,3% entre 18 i 24, un 24,5% entre 25 i 44, un 24,3% de 45 a 60 i un 20,2% 65 anys o més.
L'edat mediana era de 42 anys. Per cada 100 dones de 18 o més anys hi havia 75,5 homes.
La renda mediana per habitatge era de 27.727 $ i la renda mediana per família de 34.844 $. Els homes tenien una renda mediana de 30.750 $ mentre que les dones 20.577 $. La renda per capita de la població era de 13.873 $. Entorn del 9,7% de les famílies i el 19,5% de la població estaven per davall del llindar de pobresa.

## Poblacions més properes
El següent diagrama mostra les poblacions més properes.